# Phil Collins
Phil Collins LVO, egentligen Philip David Charles Collins, född 30 januari 1951 i Chiswick i London, är en brittisk sångare, låtskrivare, pianist, trummis, skådespelare och författare. Collins har haft stora framgångar både som medlem i rockgruppen Genesis och som soloartist.

## Biografi

### Privatliv
Collins har varit gift och skild tre gånger. Från 1975 till 1980 var han gift med Andrea Bertorelli. Collins adopterade Bertorellis dotter Joely. De fick också en son, Simon Collins.  
År 1984 gifte sig Collins med sin andra maka, Jill Tavelman. De har en dotter, Lily Collins. År 1994 uppgav Collins öppet att han hade slutat vara kär i Tavelman och begärt skilsmässa, som slutfördes 1996. Tre år senare, 1999, gifte sig Collins med sin tredje maka, Orianne Cevey. De har två söner, Nicholas och Matthew. De skilde sig 2006. 
Collins ådrog sig en allvarlig nervskada 2007. Han har också problem med nedsatt hörsel och tinnitus.

### Karriär
Collins började tidigt sin bana som underhållare, bland annat som barnskådespelare inom amatörteater och som modell.[källa behövs] År 1970 anslöt han sig som trummis till den framgångsrika gruppen Genesis. År 1975, då gruppens sångare Peter Gabriel lämnade Genesis, sökte gruppen först efter ny sångare. Collins axlade då den rollen. Under Collins tid som sångare i gruppen utvecklades stilen från progressiv rock till mer poporienterad, radiovänlig rock.
Under 1970-talet gjorde Collins spelningar med jazz fusionbandet Brand X och under 1980-talet samarbetade han med George Harrison, Paul McCartney, Eric Clapton, Mike Oldfield, Tears for Fears och många andra.[källa behövs] År 1982 solodebuterade han med albumet Face Value, som bland annat innehöll jättehiten "In the Air Tonight". Liksom Genesis musik under den här tiden lutade hans soloskivor mer åt pophållet än den progressiva rock han spelat med bandet under 1970-talet.
Collins medverkade på Live Aid-galan 1985 som enda artist att uppträda både på Wembley Stadium i Storbritannien och JFK Stadium i USA under samma dag. Han flög då mellan med Concorde. Collins skördade som soloartist enorma framgångar under 1980- och 1990-talen med hits som "Sussudio", "Against All Odds (Take a Look at Me Now)", "Take Me Home" och "Another Day in Paradise". Han kombinerade samtidigt framgångsrikt en fortsatt karriär som frontman i Genesis, hans sista studioalbum med bandet blev We Can't Dance 1991 varefter han lämnade gruppen 1996.
Collins har gjort sig ett stort namn som låtskrivare, och när Walt Disney Company 1999 gjorde den animerade filmen Tarzan fick han uppdraget att göra filmmusiken. Låten "You'll Be in My Heart" ur filmen fick en Oscar för bästa sång. När Disney gjorde filmen Björnbröder fick Collins åter uppdraget att göra filmmusiken, med låtar som "On My Way" och "Look Through My Eyes" som följd. Han har även medverkat i filmer själv, bland annat i Buster (1988) och i TV–serien Miami Vice.
Phil Collins är en multiinstrumentalist och kan spela trummor, sång, gitarr och piano. Han skriver inte noter i vanlig bemärkelse, utan har ett eget system med linjer och punkter för att teckna ner sin musik.[källa behövs]
År 2003 tillkännagav han att han planerade sin avskedsturné, som han genomförde 2004–2005 under namnet First Final Farewell Tour.[källa behövs] År 2007 återförenades han dock tillfälligt med Genesis och gav sig ut på en turné kallad Turn It On Again – The Tour. Phil Collins har även gjort en låt med Bone Thugs-n-Harmony, "Home", från 2003.
I oktober 2016 utkom Phil Collins med den självbiografiska boken Not Dead Yet. Den samma år bekräftade Collins vid en presskonferens att han gör flera konserter under juni 2017, i London, Paris och Köln. Detta blev Collins första konserter på tio år och därmed hans officiella comeback. År 2022 gjorde han sin sista konsert på O2 arena i London efter flera år av ryggproblem och sviterna av en axeloperation som omöjliggjort mer trumspelande.

## Diskografi

### Album
- 1981 – Face Value
- 1982 – Hello, I Must Be Going!
- 1985 – No Jacket Required
- 1989 – But Seriously
- 1993 – Both Sides (med låten "Everyday")
- 1996 – Dance into the Light
- 2002 – Testify
- 2010 – Going Back

### Livealbum
- 1990 – Serious Hits Live
- 1999 – A Hot Night in Paris

### Samlingsalbum
- 1998 – Hits
- 2004 – Love Songs: A Compilation...Old and New
- 2016 – The Singles

### Hitsinglar
- 1981 – In the Air Tonight (UK #2, US #19)
- 1982 – You Can't Hurry Love (UK #1, US #10)
- 1984 – Against All Odds (Take a Look at Me Now) (UK #2, US #1)
- 1984 – Easy Lover (UK #1, US #2)
- 1985 – One More Night (UK #4, US #1)
- 1985 – Sussudio (UK #12, US #1)
- 1985 – Separate Lives (med Marilyn Martin) (UK #4, US #1)
- 1988 – A Groovy Kind of Love (UK #1, US #1)
- 1988 – Two Hearts (UK #6, US #1)
- 1989 – Another Day in Paradise (UK #2, US #1)

## Filmografi
- 1988 – Buster
- 1991 – Hook
- 1993 – Storvindlaren
- 1995 – Balto (röst)
- 2003 – Djungelboken 2 (röst)